# 九龙蟹甲草
九龙蟹甲草（学名：Parasenecio jiulongensis）为菊科蟹甲草属的植物，是中国的特有植物。分布在中国大陆的四川等地，见于云杉林下，目前尚未由人工引种栽培。